# باربرا ر. هولاند
باربرا ر. هولاند (بالإنجليزية: Barbara R. Holland)‏ هي رياضياتية أسترالية، ولدت في 23 يناير 1976.